# Maria Zaremba
Maria Zaremba (ur. 23 stycznia 1913 w Jurkowie, zm. ?) – polska nauczycielka, poseł na Sejm PRL V kadencji.

## Życiorys
Uzyskała wykształcenie średnie. Była nauczycielką w szkole podstawowej w Kobylnikach. W 1969 uzyskała mandat posła na Sejm PRL w okręgu Busko-Zdrój z ramienia Zjednoczonego Stronnictwa Ludowego, zasiadała w Komisji Oświaty i Nauki. Odznaczona Złotym Krzyżem Zasługi.